# Roger Gal
Roger Gal (ur. 15 października 1906 w Bouillargues, zm. 11 czerwca 1966 w Paryżu) – francuski pedagog, sekretarz Komisji Langevin-Wallona. 

## Życiorys
Był twórcą oraz kierował działem badań edukacyjnych w Narodowym Instytucie Wychowania we Francji. W 1941 roku został sekretarzem Le Groupe français d'éducation nouvelle (pol. Francuskiej Grupy Nowej Edukacji) (GFEN). W 1942 roku napisał Mémoire sur la réforme à faire dans l’enseignement et sur l’orientation, pracę która była w dużym stopniu inspiracją do powstania planu demokratycznej reformy oświaty i francuskiego systemu edukacyjnego pod nadzorem Komisji Langevin-Wallona (powołanej 8 listopada 1944). W latach 1945–1947 Gal był sekretarzem tej Komisji, a następnie doradcą resortu oświaty w dziedzinie psychotechniki.

## Zainteresowania naukowe
Roger Gal był organizatorem badań nad orientacją szkolną oraz niepowodzeniami szkolnymi w Centre National de Documentation Pédagogique w Paryżu. Prowadzone przez niego badania doprowadziły do wyróżnienia dwóch grup przyczyn niepowodzeń szkolnych: ogólnych (dotyczących nauczycieli oraz warunków, środków i metod ich pracy dydaktyczno-wychowawczej) oraz społecznych (wynikających ze środowiska uczniów, w tym sytuacji materialnej). Gal był zwolennikiem nowego wychowania (fr. éducation nouvelle), ruchu pedagogicznego zmierzającego do odnowienia szkolnictwa i wychowania dzieci oraz młodzieży.

## Główne prace
- Mémoire sur la réforme à faire dans l’enseignement et sur l’orientation, 1942
- La réforme de l'enseignement et les classes nouvelles, 1947
- Une expérience d'éducation civique internationale, 1956
- L'orientation scolaire, 1957
- Historie de l'éducation, 1966

Źródło:.